# 拉玛四世

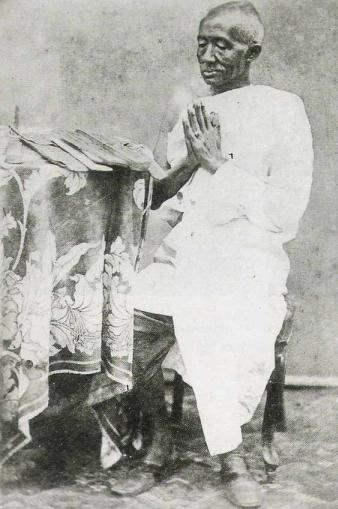
爲僧時的拉瑪四世，法號金剛智（Vajirañāṇo）

蒙固（皇家轉寫：Mongkut，1804年10月18日—1868年10月1日），即拉玛四世（Rama IV），全称帕·巴·頌德·帕·博拉門·瑪哈·蒙固·帕宗告·昭育霍（皇家轉寫：Phra Bat Somdet Phra Poramen Maha Mongkut Phra Chom Klao Chao Yu Hua），是暹罗（泰国）扎克里王朝国王，1851年至1868年在位。《清史稿》稱其為蒙格克托、鄭明。

## 生平
蒙固是拉玛二世的儿子，母親诗素里延王后是一名陳姓華裔商人的女兒。他在12岁时即被父亲委任为武装力量总司令，14岁时出家做沙彌僧7个月，本来应该是王位第一继承人，但他20岁时正式出家为比丘僧，法號金剛智（Vajirañāṇo），刚过两个星期父亲即去世，他的异母兄弟帕南告（拉玛三世）被贵族们推举为国王，他只好到全国各地旅游，用了27年时间学习西方知识，向外国水手和传教士学习拉丁文、英语及天文学知识，并了解下层人民艰苦的生活。
1851年，拉玛三世駕崩，蒙固继承王位，称号为帕宗告（Phra Chom Klao）。他自稱先王之弟鄭明，遣使前往清朝朝貢。此時清朝發生太平天國之亂，使團在中國遭到洗劫，但清朝方面拒絕賠償。此後蒙固不再向清朝朝貢。在他後來發布的布告中解釋了停止對清朝貢的原因：對清交往的文書在泰國朝廷不知情的情況下遭到華商篡改和歪曲，導致泰國失去了體面、愚蠢了好幾代；泰國與中國關係應該是平等的，而不是中國的屬國。
蒙固感受到英法殖民主义的威胁，致力于改革。为了显示暹罗不是一个“野蛮”国家，他命令贵族们改变服饰。雇佣一位英国女教师安娜·列奥诺温斯作为他儿子、未来的五世王朱拉隆功的教师。安娜声称正是由于她为王子讲述《黑奴籲天錄》，使得泰国于40年後废除了奴隶制。实际上当时泰国的奴隶和美国的黑奴制度完全不同。但安娜所写的故事以后成为音乐剧、电影及動畫《國王與我》的原型。
蒙固还创建了上座部佛教的法宗派（Dhammayuttika Nikaya），將佛教教义嚴格化，袪除民间宗教及迷信成分，要求僧侣一天只吃一顿饭，且须是化缘得来。
1861年，蒙固用英文亲笔致函美国总统林肯，表示欲赠送一对大象给美国人使用。请林肯总统在捕象季节派遣船只，以接送大象到美国繁殖后代。林肯复函表示非常感谢暹罗王圣意，只是美国正在发展机械化，不需要使用大象来做劳动力。
1866年，他研究天文预测1868年8月18日会发生日食，並邀请英国新加坡总督及法国科学家到暹羅南部的班武里府和光（Wakor）观看日食，日全食发生的地点和延续时间和他预测的完全相同。天文社群也稱該次日食為「暹羅王的日食」（King of Siam's eclipse）。
然而觀測日食後，蒙固與其子朱拉隆功一同染上疟疾，几个月后即去世。王子后来痊愈并继承王位。

## 影视形象
多位演員曾在音樂劇版扮演過蒙固，最廣為人知的是在百老匯音樂劇版及音樂劇電影《國王與我》中飾演拉瑪四世的俄裔美國人尤尔·伯连纳和在电影《安娜与国王》中饰演蒙固的周润发。